# Hyla meridionalis
Espèce
Statut de conservation UICN

 LC  : Préoccupation mineure
Hyla meridionalis, la rainette méridionale, est une espèce d'amphibiens de la famille des Hylidae. Très proche parente de la rainette verte et de la rainette italienne, la méridionale s'en distingue par un chant plus lent et une bande latérale sombre qui souligne les yeux, mais s'arrête avant les antérieurs, ne se prolongeant pas sur les flancs.

## Description
De petite taille, cette grenouille mesure moins de cinq centimètres. Elle est de couleur vert tendre, mais peut foncer jusqu'au brun sombre, surtout en période de reproduction.
Certains individus perdent par mutation le pigment jaune de leur peau et sont alors bleus. La bande latérale sombre qui souligne les yeux ne se prolonge pas sur les flancs.
C'est une espèce arboricole aux doigts munis de ventouses.
La forme têtard fait jusqu'à 20 mm de long, avec une queue très large et haute. De couleur vert clair, la surface irisée de la peau leur donne un aspect encore plus coloré.
L'espèce est une proche parente de la Rainette verte, mais la couleur de la Rainette méridionale peut se nuancer de brun et la bande latérale ne dépasse pas les antérieurs.

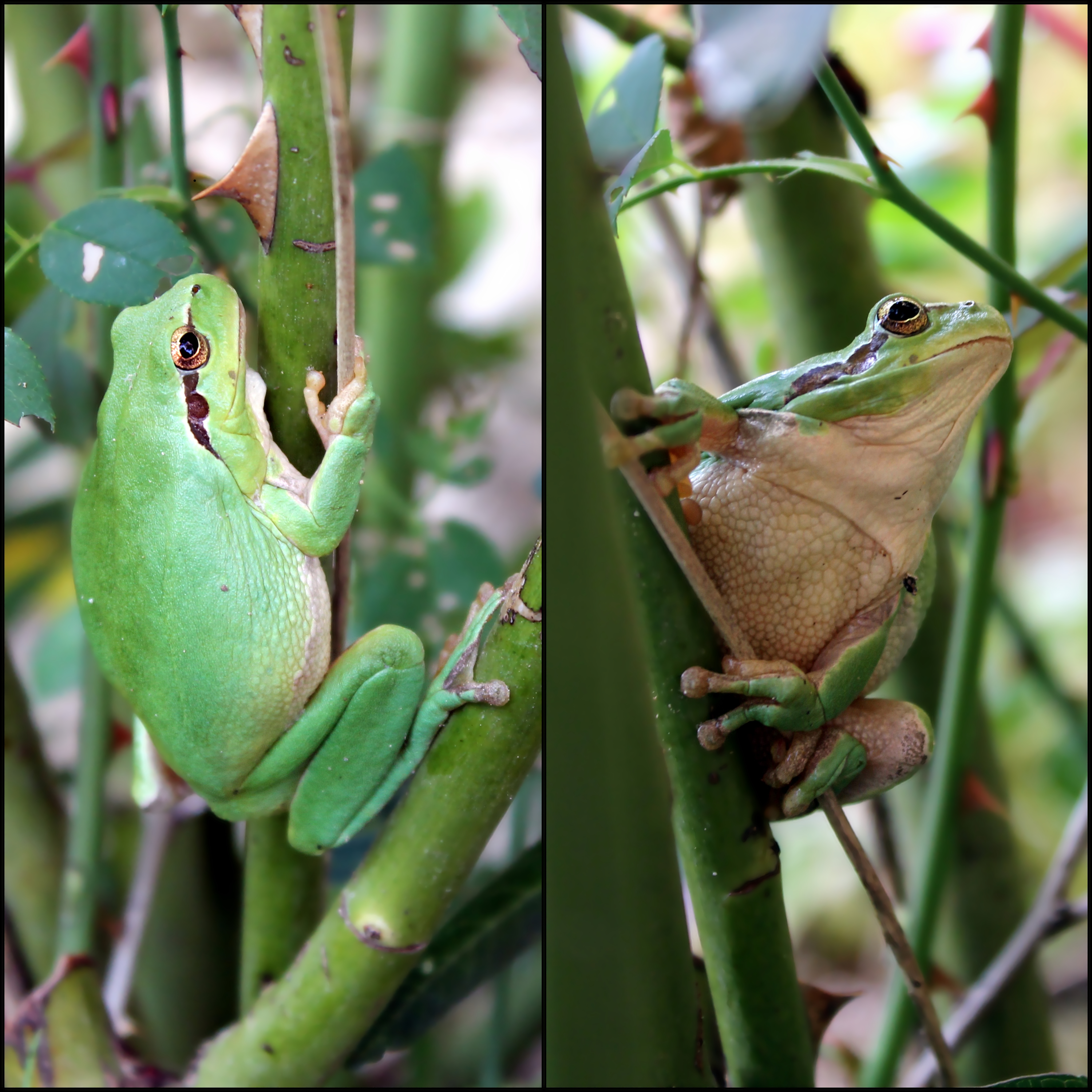
2 vues d'une Rainette méridionale
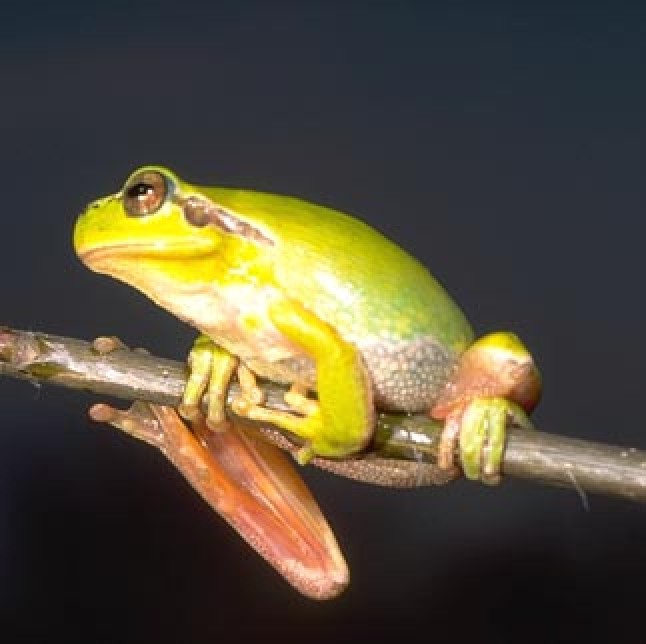
Hyla meridionalis
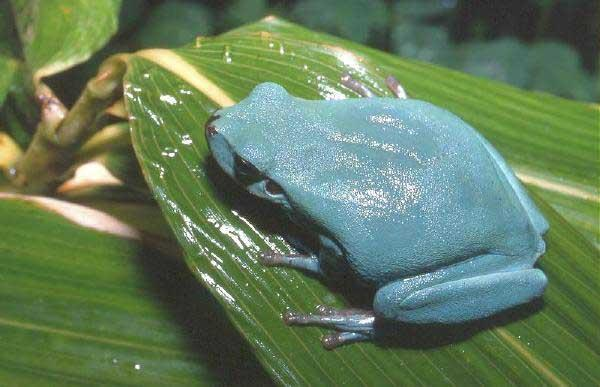
Hyla meridionalis bleue
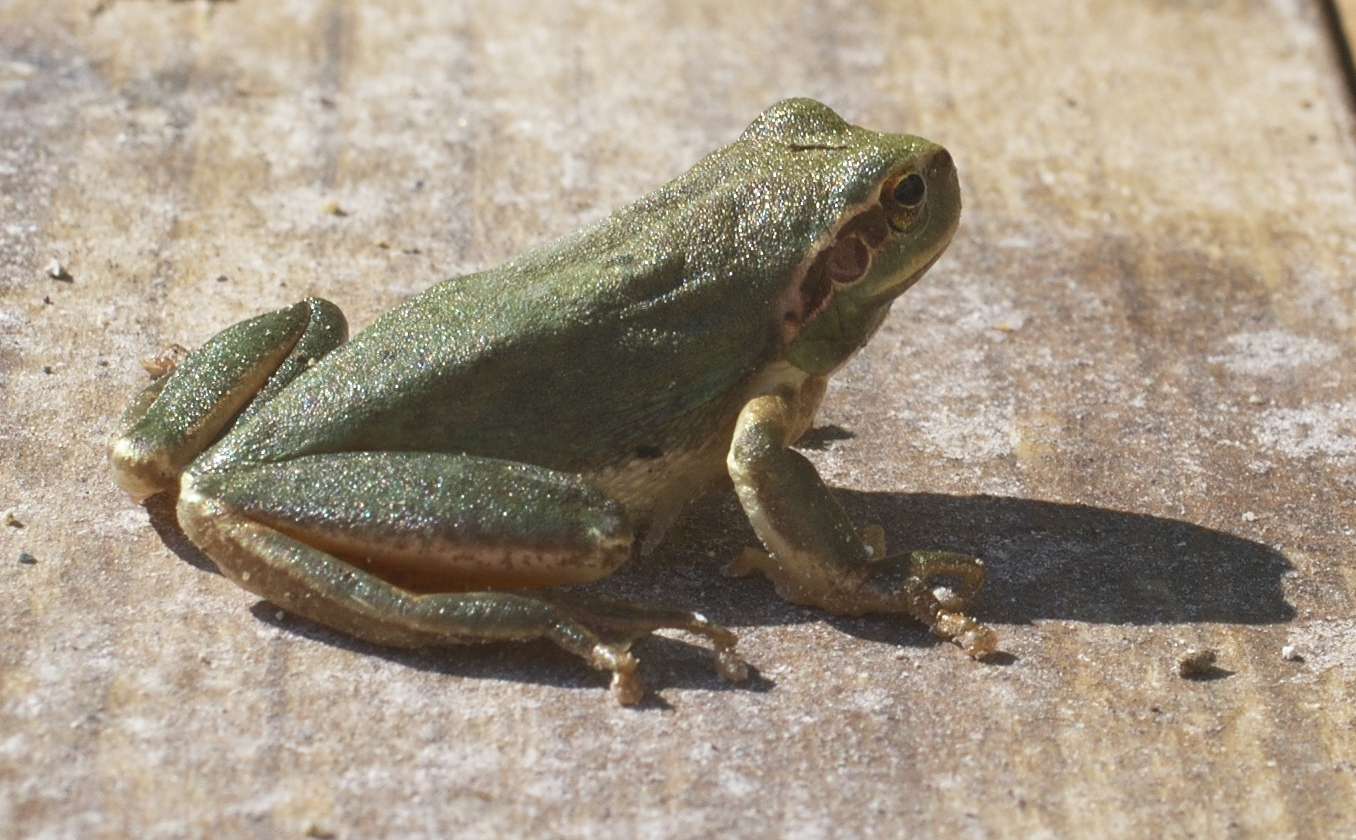
Hyla meridionalis de Ligurie
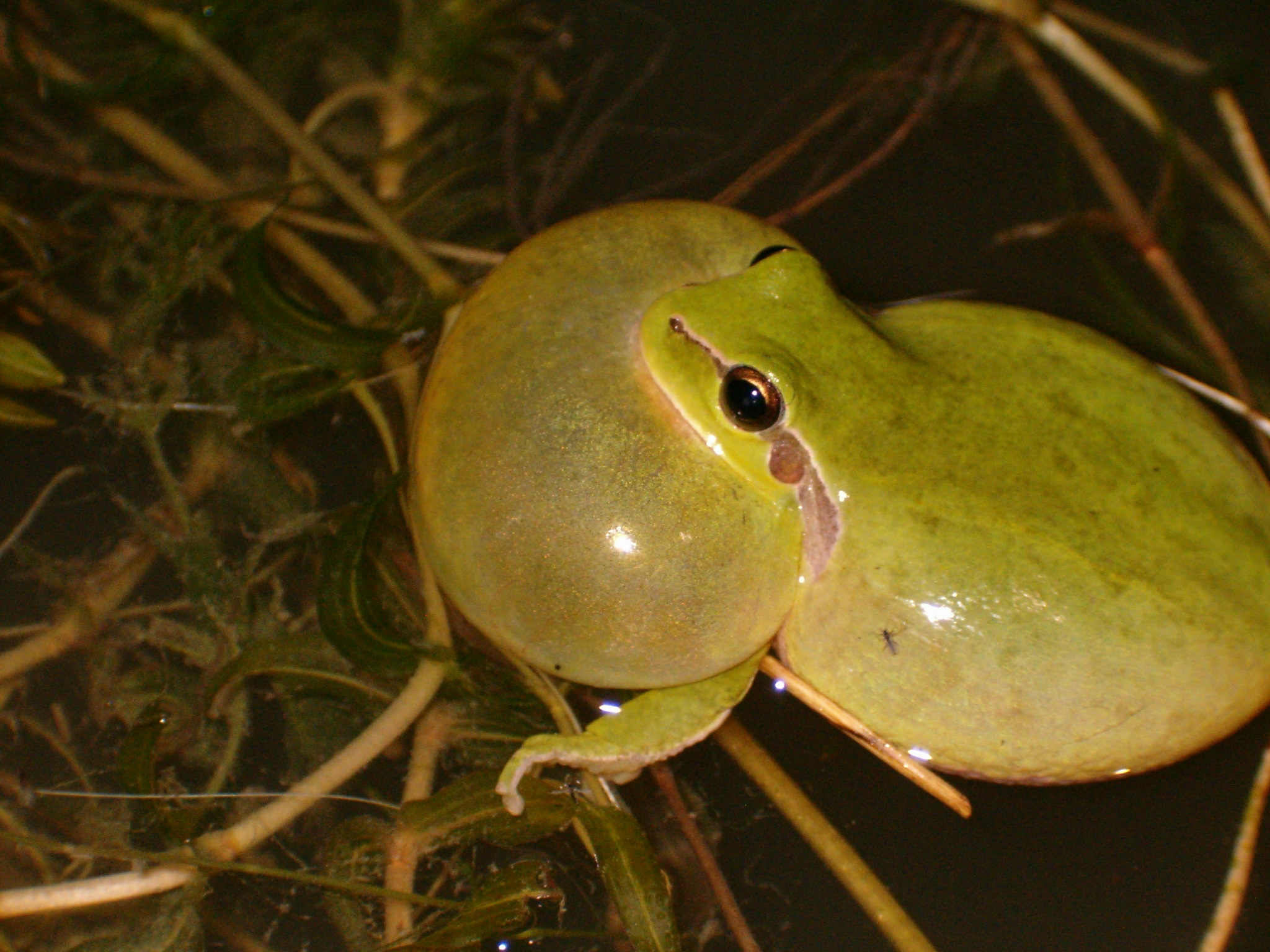
Vue du sac vocal
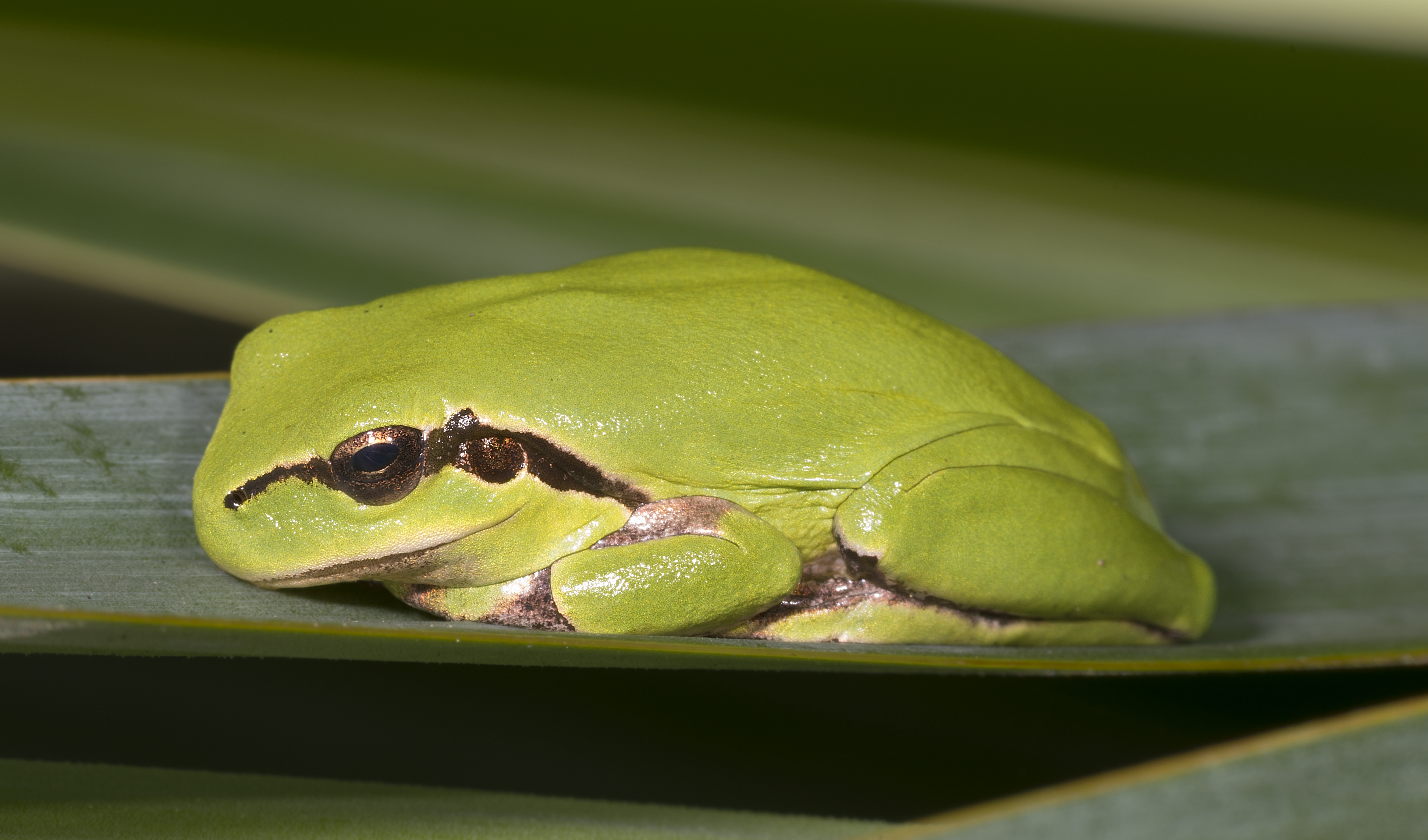
Position de repos
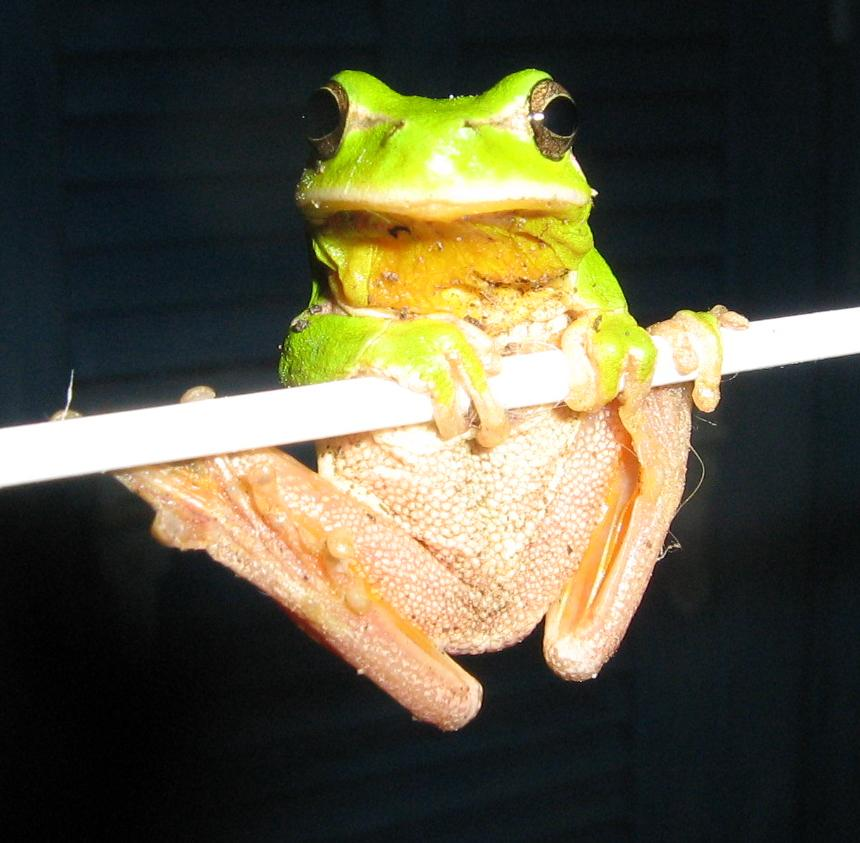
Hyla meridionalis de La Gaude

## Répartition

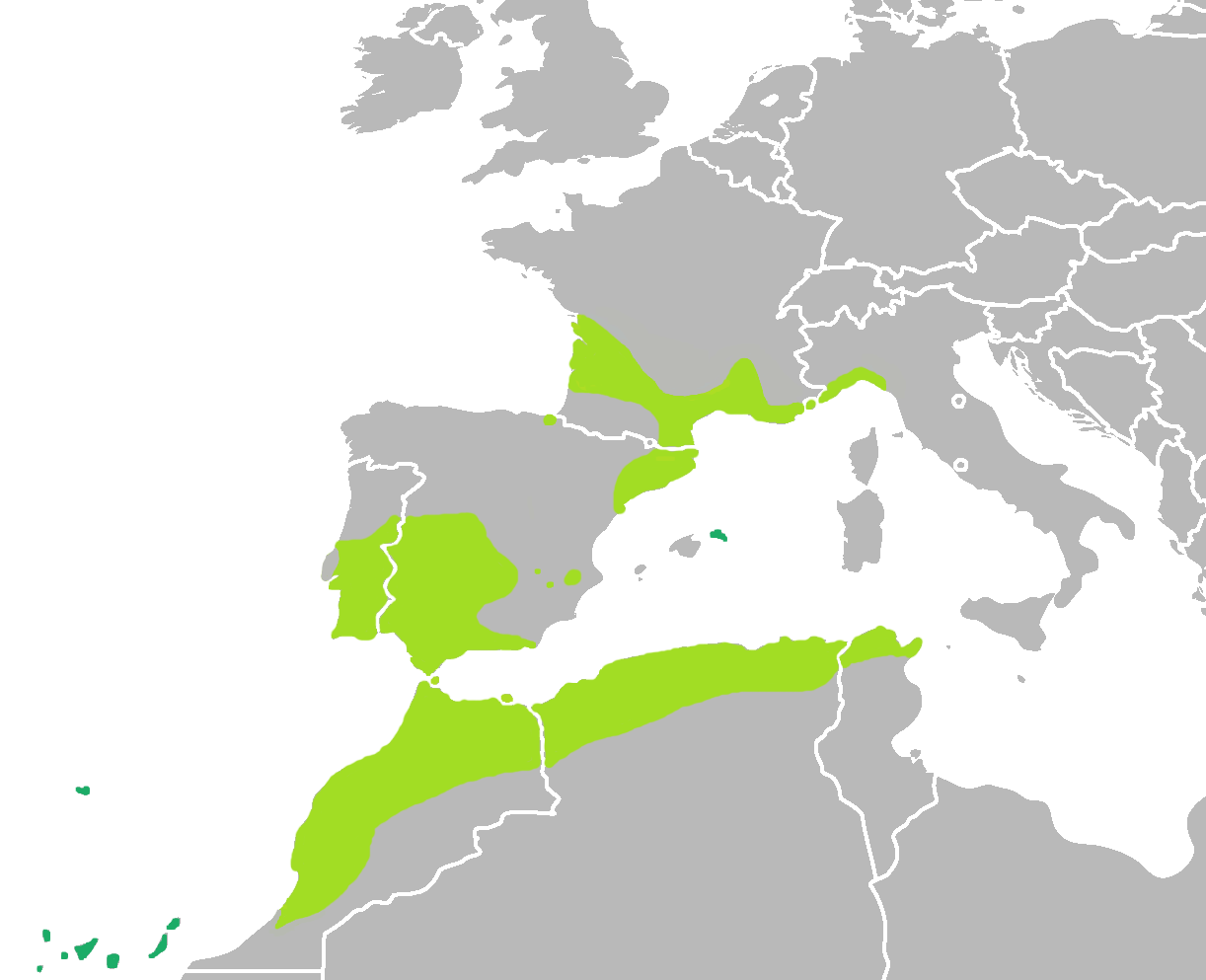
Carte de répartition de Hyla meridionalis

Cette espèce se rencontre dans le bassin méditerranéen occidental. Elle se rencontre généralement à basse et à moyenne altitude du niveau de la mer jusqu'à 800 m d'altitude, sauf au Maroc ou elle a été observée jusqu'à 2 650 m.
Dans les parties les plus sèches de sa répartition géographique (certaines régions d'Afrique du Nord et de la péninsule Ibérique), sa distribution est fragmentée en raison de la rareté d'habitat disponible.
Deux populations sont observées :
- dans le sud de la France, à Monaco, la région côtière nord-ouest de l'Italie en Ligurie et dans le sud du Piémont, en Espagne, au Portugal. L'espèce est également présente sur les îles Canaries et à Madère, où elle a été introduite dans l'Antiquité. Elle a été aussi introduite à Minorque.
- en Afrique du Nord dans le nord du Maroc, le Nord de l'Algérie et le Nord de la Tunisie. La répartition en Algérie et en Tunisie est mal connue mais plusieurs auteurs ont mentionné que l'espèce se situe au sud de l'Atlas tellien.

Selon les études génétiques de Stöck, Dubey, Klütsch, Litvinchuk, Scheidt et Perrin en 2008 les populations nord-africaines forment une espèce distincte non nommée.

## Reproduction
La reproduction se déroule toujours dans des points d'eau comme des mares (temporaires ou non), des marais, des prés inondés, etc. Elle a généralement lieu en fin de l'hiver ou au printemps. Lors de la période de reproduction, les mâles se regroupent dans les points d'eau alentour, se retrouvant parfois plus d'une centaine dans un petit point d'eau. Les mâles possédant un sac vocal, ils vont dès la nuit tombée entonner un chant pour attirer les femelles, chant plutôt grave et qui s'entend de très loin.
Lors de l'accouplement, le mâle agrippe la femelle au-dessus des épaules, par amplexus céphalique, grâce à de petites callosités nuptiales sur leurs pattes avant. La femelle relâche alors ses œufs dans le milieu, qui sont immédiatement fécondés par le mâle qui répand son sperme sur les œufs, c'est donc une reproduction par fécondation externe. La femelle pondra ainsi jusqu'à 60 amas, contenant chacun une trentaine d’œufs.

## Systématique
- L'espèce Hyla meridionalis a été décrite par le zoologiste allemand Oskar Boettger en 1874[5].
- La localité type est La Orotava, Tenerife, îles Canaris, Espagne.

### Synonymie
- Hyla arborea var. meridionalis Boettger, 1874
- Hyla perezii Boscá, 1880
- Hyla viridis var. meridionalis  Boettger, 1883
- Hyla barytonus Herón-Royer, 1884
- Hyla africana Ahl, 1924
- Hyla meridionalis Chaplin, 1950

## Publication originale
- Boettger, 1874 "1873" : Reptilien von Marocco und von den canarischen Inseln. Abhandlungen der Senckenbergischen Naturforschenden Gesellschaft, vol. 9, p. 121-191 (texte intégral).